# Ettenhausen an der Nesse
Ettenhausen an der Nesse ist ein Ortsteil der Gemeinde Hörselberg-Hainich im thüringischen Wartburgkreis mit 171 Einwohnern.

## Lage
Ettenhausen liegt am Nordrand der Hörselberge im mittleren Talabschnitt der Nesse zwischen Hastrungsfeld und Melborn, etwa 15 Kilometer östlich von Eisenach. Die Landschaft um Ettenhausen wird im Osten vom Durchbruchstal der Nesse geprägt. Dort liegt das Hintere Hainaer Holz. Der höchste Punkt des Ortsteilgebietes liegt auf 325 m ü. NN am Flugplatz Eisenach-Kindel. Die Gesamtfläche der Gemarkung beträgt 2,74 km².
Etwa dreißig Kilometer in südwestlicher Richtung entfernt, ebenfalls im Wartburgkreis, liegt ein Ort gleichen Namens: Ettenhausen an der Suhl.

## Geschichte
Nach dem Erwerb des Orts durch die Herren von Wangenheim gehörte Ettenhausen in der Folge zu deren Wangenheimschen Gericht. Im Nessetal kam es im 15. Jahrhundert zu einer Veränderung in den Besitzverhältnissen zu Gunsten der Herren von Herda, die auch als Burgherren der Brandenburg bei Lauchröden bekannt sind. Neben Ettenhausen traten diese auch in Wenigenlupnitz und Hastrungsfeld in Erscheinung.
Am 8. März 1994 verlor die Gemeinde Ettenhausen an der Nesse ihre Selbständigkeit und wurde in die Gemeinde Wenigenlupnitz eingegliedert, die zum 1. Januar 1996 in der Gemeinde Hörselberg aufging. Seit 2008 ist Ettenhausen Teil der Großgemeinde Hörselberg-Hainich.

## Sehenswürdigkeiten

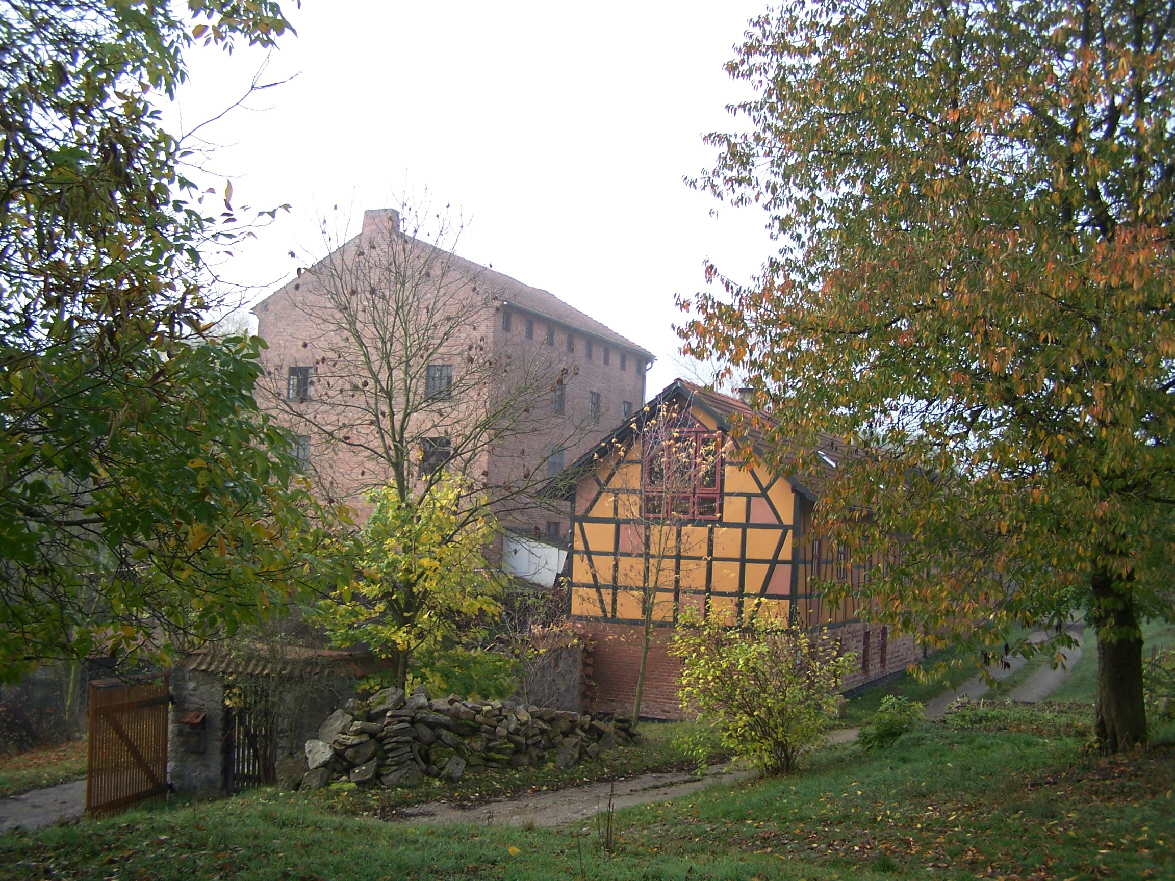
Die Klappmühle bei Ettenhausen

Als Sehenswürdigkeit des Ortes gelten die Brunnenkresseteiche. Durch die Hörselberge sickert Wasser aus der Hörsel, das im Nessetal aus zahlreichen Quellen wieder zu Tage tritt. Dessen gleichbleibende Temperatur von 8 bis 10 °C ermöglichte die Anlage der Teiche und den Anbau von Brunnenkresse. Die Teiche wurden bis ca. 1970 intensiv genutzt. Danach verschlechterte sich die Wasserqualität zunehmend und die Teiche verlandeten. Der Anbau von Brunnenkresse wurde aufgegeben. Seit 1990 hat sich die Wasserqualität wieder verbessert und es wurde mit der Rekonstruktion eines Teiches begonnen. Die privaten Eigentümer haben in den letzten Jahren umfangreiche Arbeiten an den Teichen vorgenommen um den Anbau der Brunnenkresse wieder zu ermöglichen. An der Nesse gibt es eine Wasserkraftanlage.
Sehenswürdig ist auch die Kirche im Ort.

## Verkehr
Ettenhausen liegt nahe der neutrassierten Autobahn 4 an der Landesstraße 2113. Nördlich der Autobahn liegt der Flugplatz Eisenach-Kindel. Anschluss an den Eisenbahnverkehr besteht am Haltepunkt Sättelstädt der Thüringer Bahn sowie am Bahnhof Eisenach.